# میلوش کراسیچ
میلوش کراسیچ (به صربی: Miloš Krasić) (زاده ۱ نوامبر ۱۹۸۴) بازیکن فوتبال اهل صربستان است. او هم‌اکنون در باشگاه لخیا گدانسک بازی می‌کند. او سابقه ۴۶ بازی ملی و ۳ گل ملی نیز دارد.
او فوتبال حرفه‌ای خود را از تیم وجودینا در کشور صربستان آغاز کرد و پس از پنج سال فعالیت در این تیم راهی تیم زسکا مسکو شد و دوران بسیار موفقی را پشت سر گذاشت در ۱۵۰ دیدار با پیراهن تیم روسیه‌ای به میدان رفت و موفق شد ۲۶ گل به ثمر برساند و در سال‌های حضور خود در زسکا همواره یکی از بازیکنان اصلی این تیم به‌شمار می‌رفت. از خصوصیات بارز او می‌توان به سرعت، دوندگی و انرژی زیاد اشاره کرد که از این حیث قابل قیاس با بسیاری از بزرگان دنیای فوتبال می‌باشد و با توجه به قد بلند تحرک بسیار بالایی دارد و از خلاقیت قابل توجهی نیز برخوردار است که همین امر موجب شده‌است به یکی از برترین بازیکنان دنیای فوتبال در پست خود تبدیل شود. او در تیم ملی صربستان نیز حضوری موفق داشته‌است و برای اولین بار در سال ۲۰۰۶ به تیم ملی بزرگسالان دعوت شد و پس از ان همواره در دیدارهای ملی حضور داشته‌است و موفق به زدن ۳ گل شده‌است. او در جام جهانی ۲۰۱۰ نیز یکی از بازیکنان اصلی صربستان در جام جهانی بود و در میان سه مرد برتر این تیم در جام نوزدهم لقب گرفت. در حال حاضر درتیم فنرباغچه بازی می‌کند